# Гардони, Геза
Ге́за Га́рдони (Га́рдоньи) (венг. Gárdonyi Géza; 3 августа 1863, Агард, ныне в вармедье Фейер — 30 октября 1922, Эгер, Венгрия) — венгерский писатель и журналист. Написал большое количество научных и художественных трудов. Больше всего известен, как автор исторических романов, таких как «Звёзды Эгера» и «Невидимый человек».

## Биография
Гардони был сыном слесаря из поместья аристократов в восточной Венгрии. Он закончил учительский колледж и некоторое время работал учителем и католическим кантором. Гардони женился на Ма́рии Мо́лнар в 1885 году, но брак оказался несчастливым и был расторгнут в 1892 году.
В середине 1880-х годов Гардони начал писать статьи для журналов и газет. Его первым успехом были сатирические новеллы о сельской жизни «Göre Gábor», от которых он позже отрёкся. На переломе веков Гардони стал использовать в своих произведениях исторические темы, которые послужили основой для серии популярных рассказов.
Гардони переехал в Эгер (сегодня — северная Венгрия) в 1897 году со своей матерью и жил там до своей смерти. Могила Гезы Гардони находится в Эгерской крепости; на ней написано: «Csak a teste» (Лишь его тело). Дом, где Гардони жил и где написал большинство своих известных работ, сейчас превращён в музей.

## Наиболее известные работы

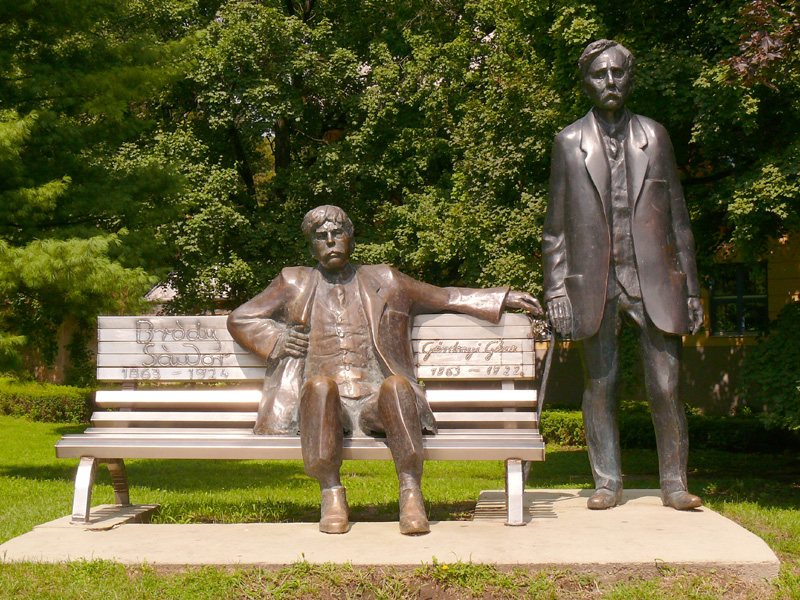
Памятник писателям Шандору Броди и Геза Гардони в г. Эгер

### Звёзды Эгера
Одно из наиболее известных произведений Гардони — «Egri csillagok» — было впервые опубликовано в 1899 году. Литературно название переводится, как «Звёзды Эгера». В книге рассказывается о знаменитой осаде венгерского города Эгера турецкими войсками Османской империи в 1552 году. Среди его героев знаменитый Балинт Тёрёк и состоявший у него на службе Шебештьен Тиноди. В 1968 году режиссёром Зольтаном Варконьи по роману был снят одноимённый фильм.
В 2002 году «Звёзды Эгера» были выбраны «самым популярным венгерским романом» зрителями телепередачи «Big Read» (в Венгрии — «A Nagy Könyv»).

### Невидимый человек
По мнению некоторых,[каких?] лучшей работой Гардони следует считать книгу «A láthatatlan ember», опубликованную в 1901 году. Это мнение также может происходить из-за того, что эта книга (в отличие от «Звёзд Эгера») более доступна не-венгерским читателям. В произведении рассказывается о временах, когда жил вождь гуннов Аттила. Большая часть сюжета рассказывает о визите византийского дипломата Приска Панийского в стан Аттилы. Герой романа — молодой византийский раб по имени Зэта, влюбившийся в гуннскую девушку. Зэта сбегает и становится рабом гуннов, что дает ему надежду жениться на возлюбленной. Также книга включает в себя драматическое описание Битвы при Каталаунских полях между гуннами и римлянами в 451 году н. э.
Оба эти романа Гардони хорошо известны в Венгрии, но стали переводиться на другие языки и широко издаваться за рубежом только во второй половине двадцатого века.